# Jefferson Tabinas
Jefferson Tabinas (Sindzsuku, 1998. augusztus 7. –) Fülöp-szigeteki válogatott labdarúgó.

## Klub
A labdarúgást a Kawasaki Frontale csapatában kezdte. Később játszott még a FC Gifu és a Gamba Osaka csapatában. 2021-ben a Mito HollyHock csapatához szerződött.

## Nemzeti válogatott
2021-ben debütált a fülöp-szigeteki válogatottban. A fülöp-szigeteki válogatottban 3 mérkőzést játszott.

## Statisztika
| Fülöp-szigeteki válogatott | Fülöp-szigeteki válogatott | Fülöp-szigeteki válogatott |
| Időszak                    | Mérk.                      | gól                        |
| -------------------------- | -------------------------- | -------------------------- |
| 2021                       | 3                          | 0                          |
| Összesen                   | 3                          | 0                          |